# Arnolds Park
Arnolds Park är en ort i Dickinson County i Iowa. Vid 2020 års folkräkning hade Arnolds Park 1 110 invånare.